# Den sidste actionhelt
Den sidste actionhelt (originaltitel: Last Action Hero) er en amerikansk actionfilm fra 1993. Filmen er instrueret af John McTiernan, og hovedrollen spilles af Arnold Schwarzenegger. Filmens budget var på 85 millioner dollars.
Filmen indeholder en mængde rockmusik fra 1980'erne og 1990'ern med blandt andre AC/DC, Megadeth, Alice in Chains, Def Leppard og Aerosmith.

## Handling
Danny (Austin O'Brien) er en trettenårig dreng, som elsker at gå i biografen. En aften får han en gylden billet af biografejeren Frank, som fortæller ham, at som barn fik selv fik den af Harry Houdini. Da Danny ser filmen den aften, sørger den gyldne billet for at drage ham ind i filmen. Her ankommer han til en klassisk action-verden, og får endelig muligheden for at slå sig sammen med sin største filmhelt, Jack Slater (Arnold Schwarzenegger) og sammen med ham bekæmpe kriminaliteten.

## Modtagelse
Filmen fik en blandet modtagelse af anmelderne og har kun opnået 34 % på Rotten Tomatoes og 44 % på Metacritic. Den blev en publikumssucces, både i USA og mange andre lande. Den indbragte $137 millioner på verdensbasis, heraf $50 millioner i USA alene. Filmen blev den 15. mest indbringende på verdensbasis i 1993 og den 26 mest indbringende i USA.
Filmen blev nomineret til hele seks Razzie Award, blandt andet "værste film" og "værste instruktør". Den blev også nomineret til syv Saturn Award, blandt andet i kategorierne "bedste fantasy film", "bedste instruktør" og "bedste mandlige hovedrolle". Austin O'Brien blev desuden nomineret til en Young Artist Award.

## Medvirkende
- Arnold Schwarzenegger som Jack Slater og sig selv
- Austin O'Brien som Danny Madigan
- Charles Dance som Benedict
- Robert Prosky som Nick
- Tom Noonan som the Ripper og sig selv
- Joan Plowright som Dannys lærer
- Frank McRae som Lieutenant Dekker
- Anthony Quinn som Tony Vivaldi
- Bridgette Wilson som Whitney Slater og skuespilleren Meredith Caprice
- F. Murray Abraham som John Practice
- Mercedes Ruehl som Irene Madigan
- Art Carney som Frank
- Sir Ian McKellen som Døden
- Charles Kalani, Jr. som Tøff asiatisk mann
- Ryan Todd som Andrew Slater
- Jason Smith som Dannys ven
- Sven-Ole Thorsen som Pistolmand ved begravelse
- Danny DeVito som Whiskers (stemme)
- Sylvester Stallone som the Terminator